# Biandronno
Biandronno (Biandròn in dialetto varesotto, nome antico Biandrone) è un comune italiano di 3 201 abitanti della provincia di Varese in Lombardia.

## Geografia fisica

### Territorio
È diviso nell'unica frazione di Cassinetta (nome antico L'immacolata Cascinetta), dove hanno sede la filiale italiana della Whirlpool Corporation, famosa azienda di elettrodomestici, e l'SWM Motorcycles, marca di moto enduro, cross e supermotard, e il comune di Biandronno vero e proprio. Si adagia sulla sponda ovest del lago di Varese.
Il complesso dell'Isolino Virginia-Camilla-Litta-Isola di San Biagio è un importante sito archeologico tanto da meritare nel 2011 il riconoscimento nella prestigiosa lista del Patrimonio dell'umanità dell'UNESCO assieme ad altri Antichi insediamenti sulle Alpi palafitticoli di età preistorica.
A Biandronno c'è anche un piccolo lago conosciuto come lago di Biandronno, al confine nord ovest del vicino lago di Varese, e ormai quasi completamente prosciugato. Presso la frazione Cassinetta si estende il bassopiano della Palude Brabbia (precedentemente chiamata Paludi di Cazzago), che lambisce anche altri paesi della zona. A Cassinetta è situato l'imbocco del canale Brabbia, che congiunge il lago di Varese e il lago di Comabbio (nei pressi del comune di Varano Borghi in località "Boffalora") e che, nella piana, dà sede alla Riserva naturale Palude Brabbia.
Biandronno è attraversata dalla pista ciclabile (e pedonale) del Lago di Varese, della quale ospita il percorso per 12 km. È questo il tratto più suggestivo e naturalistico di tutto l'anello circumlacuale. Tra i punti di interesse principali:
- in prossimità della località Cassinetta, il bivio di collegamento con l'altra ciclopedonale del Lago di Comabbio, attraversando la palude Brabbia;
- l'imbarcadero denominato "Strencia" dove partono i traghetti per le visite e il servizio ristorazione dell'Isolino Virginia;
- il vecchio trampolino, tratto di costa del Lago di Varese, un tempo sede di gare di tuffi, ora sede di numerose manifestazioni ed eventi..

## Storia

### Simboli
Lo stemma e il gonfalone sono stati concessi con DPR del 10 luglio 1962.
Il gonfalone è un drappo partito, di bianco e d'azzurro.

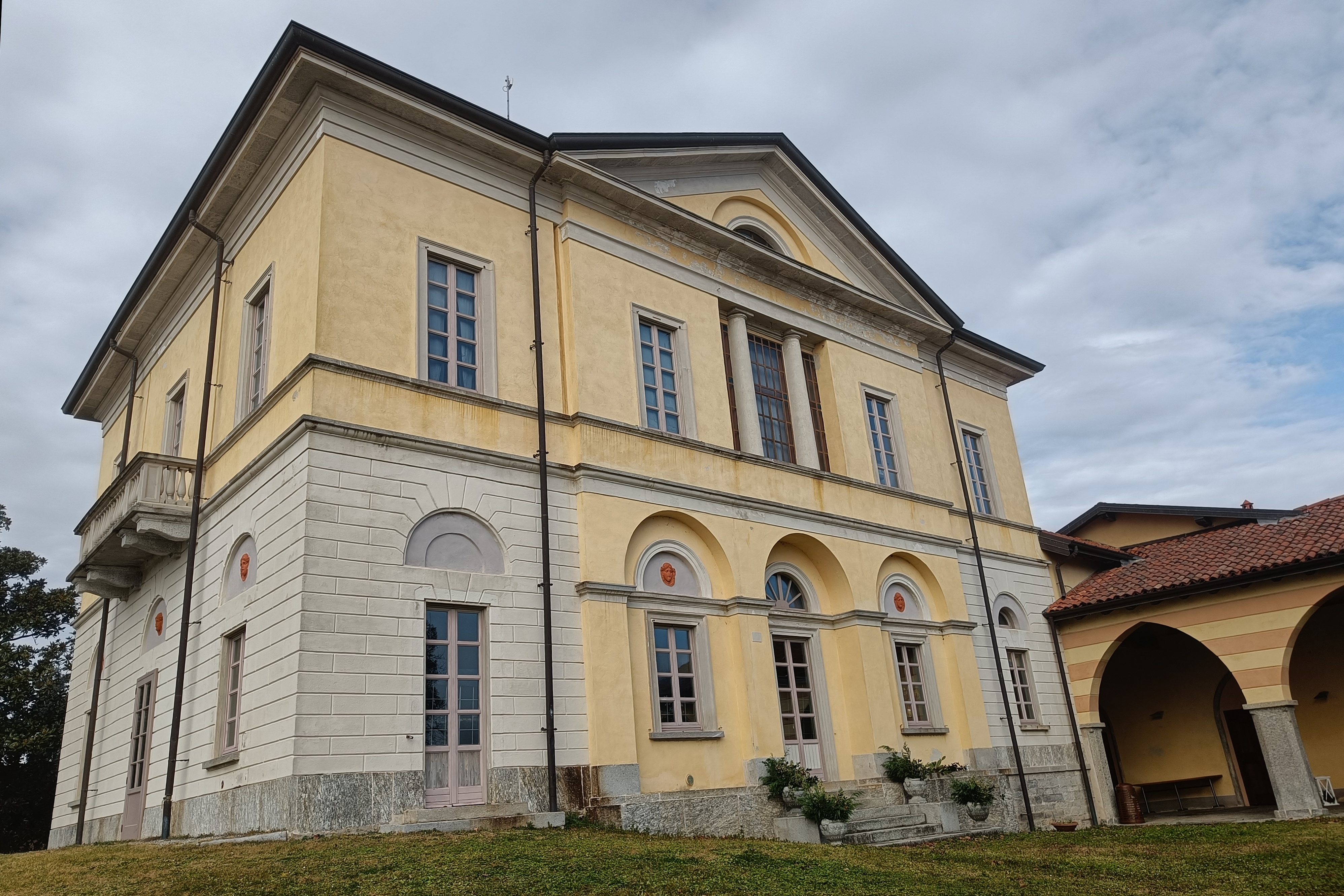
Villa Borghi

## Monumenti e luoghi d'interesse

### Villa Borghi
Edificata in stile neoclassico ad inizio Ottocento, dall’architetto Cesa Bianchi, circondata da un ampio parco e da scuderie in stile eclettico, il complesso è oggi di proprietà comunale.  Fu abitata dalla famiglia Borghi di Varano fondatrice del cotonificio e del villaggio operaio omonimo. Nel 1906 fu convertita in stabilimento idroterapico termale dall’allora medico condotto Ernesto Sidoli che l'aveva acquistata da Luigi Borghi. Presenta all'interno decorazioni, con disegni in stile pompeiano.

## Società

### Sviluppo economico e sociale
Lo sviluppo antropico dell'abitato di Biandronno si è concentrato, specie in epoca recente, attorno alla Strada Provinciale SP 18 "Bardello - Vergiate", a discapito delle antiche cascine di tipo lombardo tipiche di questa zona le quali sono custodi delle tradizioni locali ormai quasi del tutto dimenticate.
La particolarità di Biandronno (e di molti comuni limitrofi), è quella di essere stata, durante il boom economico, un centro di grande afflusso migratorio di genti provenienti dalle regioni che all'epoca erano a prevalenza agricola, sia del nord che del sud Italia. Subendo, per questo motivo un celere incremento demografico e di conseguente vita sociale, grazie prevalentemente all'insediamento della fabbrica Ignis avvenuta ad opera dell'industriale Giovanni Borghi.
La fabbrica ha modificato radicalmente il territorio e il tessuto socio-culturale del paese.
L'arrivo di tale realtà risale al 1953. Anomalo fu che l'azienda venne costruita in luoghi dove all'epoca non v'era nulla. Non in città o nelle vicinanze, ma in aperta campagna, più che altro palustre, dove l'occupazione maggiore all'epoca era l'estrazione della torba. La visione paternalistica del Borghi nella gestione aziendale, e la ricerca della creazione di un modello di fabbrica che fosse vicino alle esigenze delle persone che vi lavoravano, lo portarono a realizzare strutture come asili nido o centri sportivi, nonché a patrocinare attività sportive a livello sia locale che esteso su tutta la provincia. Alcune di queste strutture, sul territorio di Biandronno, sono ancora presenti; altre sono state abbandonate.
Nel 1988 la Ignis è divenuta di proprietà di Whirlpool Corporation. Nella primavera 2024 Whirlpool Italia è divenuta Beko Europe, joint-venture Whirlpool-Arçelik.
Nel novembre 2024 Beko Europe comunicava una riorganizzazione del gruppo e che nello stabilimento di Cassinetta sarebbero chiuse 2 linee produttive su cinque con 541 esuberi.

### Evoluzione demografica
- 412 nel 1751
- 548 nel 1805
- annessione a Bardello nel 1809
- 981 nel 1853
- 1 008 nel 1859

Abitanti censiti

## Infrastrutture e trasporti
Biandronno ha una stazione ferroviaria posta sulla linea Gallarate-Laveno-Luino fornendo collegamento sia dalla Svizzera (Linea S30 Bellinzona-Cadenazzo- Malpensa T2 via Luino-Laveno) che da Milano-Gallarate. È possibile il trasporto di biciclette e quindi giungere alla pista ciclabile, dalla stazione di Travedona-Biandronno, tramite la viabilità locale.

## Sport
Biandronno è stata per due volte sede di arrivo di tappa del Giro d'Italia.
Tappe del Giro d'Italia con arrivo a Biandronno
| Anno | Tappa | Partenza             | km  | Vincitore di tappa | Maglia rosa     |
| ---- | ----- | -------------------- | --- | ------------------ | --------------- |
| 1965 | 17ª   | Torino               | 163 | Raffaele Marcoli   | Vittorio Adorni |
| 1970 | 1ª    | San Pellegrino Terme | 115 | Franco Bitossi     | Franco Bitossi  |